# Nicola Beer
Nicola Beer (ur. 23 stycznia 1970 w Wiesbaden) – niemiecka polityk, prawniczka i samorządowiec, działaczka Wolnej Partii Demokratycznej (FDP) i jej sekretarz generalna, minister w rządzie Hesji, deputowana do Bundestagu, posłanka do Parlamentu Europejskiego IX kadencji.

## Życiorys
W 1989 uzyskała dyplom maturalny, po czym kształciła się w zawodzie handlowca. W 1997 ukończyła studia prawnicze na Uniwersytecie Johanna Wolfganga Goethego we Frankfurcie nad Menem. W 1997 i 1999 zdała państwowe egzaminy prawnicze I oraz II stopnia; podjęła prywatną praktykę w zawodzie adwokata.
W 1988 została członkinią liberalnej młodzieżówki, a w 1991 dołączyła do Wolnej Partii Demokratycznej. W 1995 weszła w skład zarządu krajowego w Hesji, a w 2007 w skład zarządu federalnego partii. W latach 1997–1999 zasiadała w radzie miejskiej Frankfurtu nad Menem. W 1999 po raz pierwszy wybrana na posłankę do heskiego landtagu, utrzymywała mandat na kolejne kadencje, wykonując go do 2017. W latach 2009–2012 była członkinią Komitetu Regionów. W tym samym czasie w rządzie krajowym zajmowała stanowisko sekretarza stanu do spraw europejskich, następnie do 2014 pełniła funkcję heskiego ministra kultury. W 2013 została powołana na sekretarza generalnego FDP, funkcję tę pełniła do 2019.
W wyborach w 2017 uzyskała mandat posłanki do Bundestagu. We wrześniu 2018 została wskazana jako główna kandydatka swojego ugrupowania w zaplanowanych na kolejny rok wyborach europejskich. W wyniku głosowania z maja 2019 została wybrana na europosłankę IX kadencji.
W grudniu 2023 ogłoszono jej nominację na stanowisko wiceprezesa Europejskiego Banku Inwestycyjnego. Z końcem tego samego roku odeszła w związku z tym z Europarlamentu.